# 异度神剑2
《异度神剑2》是Monolith Soft開發，任天堂發行的日式電子角色扮演遊戲，於2017年12月1日在任天堂Switch遊戲機推出。本作為《異度神劍》的續作，但啟用了全新的角色。游戏的日版支持简体中文与繁体中文。

## 玩法
《异度神剑2》是动作角色扮演游戏。如同异度神剑系列前作，玩家操控三人小队中的一人。游戏采用开放世界设计，并使用影响任务、敌人强度和道具效用的昼夜循环系统。但和系列前两作不同，本作的世界并未连成一体，而是分割为多块大陆，玩家需通过传送指令在不同地区间穿越。
本作中的角色和名为「异刃」的生命体共同行动。异刃决定着角色的战斗职业，即攻击、治疗或防御。每名角色最多可以同时设置三名异刃。异刃有不同的技能和属性（火、水、风、冰、雷、地、光、暗）。游戏本体中有40个特殊异刃，通过后来更新的可下载内容或新游戏+还可获得11个特殊异刃。这些异刃大多无涉主线剧情，且可以分配给任意角色。其中特殊异刃KOS-MOS出自同为异度作品的异度传说系列。

### 战斗系统
《异度神剑2》的战斗系统为即时制，玩家手动移动队长位置，角色会自动攻击处在攻击范围内的敌人。角色可发动武技施加状态效果或打出大幅伤害。玩家角色和敌人都有一定的生命值（HP），双方通过攻击削减对方的生命值。敌人生命值全体归零即告玩家胜利，但玩家全员生命值耗尽则为战斗失败。战斗中角色可以使用武技回复生命值；非战斗状态角色的生命值也会自动再生。角色战斗胜利时将获得经验值，角色累积经验值后将升级变强。角色还可消费技能点强化异刃的能力和技能，或使用武器点数来强化武技。如果战斗失败，角色将自动返回最近访问的地标。多次发动武技后，玩家可发动必杀技。以指定顺序发动必杀技可打出异刃连击，在对敌人造成大幅伤害的同时，封印敌方的某类能力。按破防、倒地、浮空、猛击的顺序攻击敌人将打出御刃者连击。御刃者连击除打出高伤害外，还可让敌人掉落道具。同时打出御刃者连击和异刃连击将会发生融合连击，这将大幅增加伤害和异刃连击效果。
队员在伤害敌人的同时还会逐渐累积「队伍槽」。队伍槽共有3条，当3条全部积满后，玩家可以发起连锁攻击，打出大幅伤害。此外，每条队伍槽还可以复活一名在战斗中倒下的队友。非战斗状态下，队伍槽会逐渐下降。游戏还有仇恨值系统。队员执行对敌方不利的动作时将累计仇恨值。队伍中仇恨值最高的队员身旁会显示仇恨值圆环，敌人会倾向攻击该队员。玩家可以利用此系统引诱或引离敌人，达成战略目的。
玩家直接控制一名御刃者，选择其中一名异刃作为作为支援异刃，来进行自动攻击或发动武技。玩家在自动攻击命中的瞬间发动武技，可以「取消」自动攻击并让武技的威力提升。当相应异刃冷却后，御刃者可以切换异刃，使用不同的武器和武技。

## 剧情

### 背景
以矗立于天空之中的世界树为中心的云海世界，名为“幽界”。人类曾在幽界伊始之时，在世界树之上与造物之神共同生活。人类把这个能自由改变昼夜与天气的理想乡称之为“乐园”。
然而自某一日起，人类被乐园所放逐，被驱逐至幽界，既而又陷入了灭绝的危机。因此神派出了自己的仆人“巨神兽（阿鲁斯）”，人类才得以与它们共存下来。但如今巨神兽即将迎来生命的终点，沉入云海。
独自居住在小型巨神兽上的少年莱克斯被秘密组织伊拉雇佣前往沉船回收物资时，发现了被称之为“天之圣杯”的异刃——焰，随后即被组织头目真杀害。但焰将自己的一半生命分给了莱克斯使他复活。
成为与焰一心同体的御刃者之后，莱克斯不惜与数个国家和势力为敌，只为实现她的心愿，带她去世界中心的世界树之上，传说中名为乐园的地方。

### 故事
莱克斯是一位孤儿，以打捞为生，从云海之下收集宝藏来换取金钱。他被阿伐利缇亚商会会长巴恩雇佣，协助包括御刃者真、灭和尼娅在内的伊拉组织成员，打捞一艘古船。在船内，他们发现了被称为「天之圣杯」的传奇异刃「焰」。当莱克斯伸手触摸焰的剑时，真用长刀将他刺死。莱克斯却在田野中与焰一同苏醒，她透露他们身处她记忆中的老家「乐园」。她请求莱克斯带她去乐园，并以自己的核心水晶的一半作为交换，让他重生。在巨神兽同伴青龙和从伊拉叛逃的尼娅的帮助下，莱克斯逃到了巨神兽古拉，但青龙受伤并退化为幼年阶段。不久后，他们抵达了古拉最大的城镇托里格，住在托里格的诺彭族御刃者寅和他的人造异刃花加入了队伍。一行人试图前往世界树，但被海蛇装置拦下，随后被巨神兽英维迪亚吞入体内。
众人试图逃出英维迪亚的体内，并与雇佣兵御刃者凡达姆发生冲突。最终，凡达姆加入了队伍，并被莱克斯视为导师。随后，他们得知真和灭是恐怖组织伊拉的首领，而「伊拉」一名来源于500年前圣杯战争中被摧毁的巨神兽。在真（后来揭示在500年前曾与灭交战）和灭（后来揭示是另一个天之圣杯）的领导下，伊拉以毁灭人类为目标，为此他们需要释放世界树上的永劫装置并弑神。在与灭和另一位伊拉成员义经的激烈战斗中，凡达姆不幸被杀害，而焰则变身为她真正的形态「光」。焰和光是共享记忆的独立人格，彼此视对方为姐妹，并能根据需要自由切换。
一行人寻找绕过海蛇前往世界树的方法，途中斯佩比亚帝国皇帝奈费尔的姐姐梅勒芙和洛修利亚王国王子齐格也加入了队伍。众人在洛修利亚与真展开激烈战斗，然而未能获胜，真迫使焰投降。青龙带领众人寻找第三把圣杯之剑以拯救焰。与此同时，灭抽走了焰的力量，恢复了自己的全部力量。在找到第三把剑后，焰和光的前任御刃者阿德尔的幻影突然出现并阻止莱克斯。为了救下莱克斯，尼娅坦白了自己食人种的身份。食人种是通过吞噬御刃者而成为人类的异刃，除了灭和佐田彦，伊拉的每个成员都是食人种。莱克斯最终获得了阿德尔的灵魂的认可。随后，众人在世界树附近的莫尔斯断崖上与真和灭对峙。期间，焰和光觉醒至了真正的形态「灵魂」（Pneuma）。莱克斯此时的力量足以与真匹敌，灭不得不召唤出海蛇，将他们打入世界树下的深渊。
在云海之下的莫尔斯之地上，众人被迫与虚弱的真合作。不久后，灭的御刃者麦佩尼的真正目的被揭穿，原来他一心想要消灭人类，这也是灭心中的恶意的根源。麦佩尼控制了多个巨神兽攻击世界树。众人成功切断了麦佩尼与巨神兽的联系，但是麦佩尼随后杀死了除了灭和真之外的所有伊拉成员。真在临终之际击败了麦佩尼。随后，众人来到乐园，见到了神。神原来是一位名叫克劳乌斯的科学家。克劳乌斯解释说，很久以前，他发现了一种叫做「门」的装置，可以将物体送入不同的维度。他启动了这个装置，导致自己的身体被一分为二，旧世界也被摧毁了。
克劳乌斯预感到自己的另一半身体即将死去，因而明白自己也命不久矣。他拜托众人前去阻止得到了永劫的灭。在最终的决战中，灭战败而亡，克劳乌斯也在为莱克斯和众人提供了「最后的饯别」后死去。克劳乌斯的死导致了「门」的关闭；没有了「门」，世界树开始崩溃，将摧毁幽界。灵魂帮助众人逃脱，却牺牲自己引爆了世界树。在灵魂的帮助下，青龙恢复了成年形态，并带大家安全飞回幽界。作为克劳乌斯「最后的饯别」的一部分，云海渐渐消散，露出了新的世界，而巨神兽们也融合在一起，形成了崭新的陆地。随后，焰和光以独立的两个身体复活，与莱克斯重逢。

## 开发
本作的总监和前作同为高桥哲哉，他还参与了原案、构图和剧本的工作。据高桥说，开发的构想从2014年底到2015年初制作《异度之刃X》时就开始了，基本的概念是“juvenile（少男少女）和BOY MEETS GIRL”。剧本则是由高桥向竹田裕一郎和兵头一步介绍基本情节后，三人各自执笔，再将原稿合在一起后润色修改而成。本作的主要角色设定由齋藤将嗣负责，反派组织伊拉的角色设定则由野村哲也负责。野村是高桥在史克威尔时代的后辈，因为高桥的委托才有了这次合作。和前作《異度神劍》的写实画风不同，本作角色採用日系動畫風格設計。
Monolith Soft东京分部原有大约近100名开发人员，其中五六成被任天堂调去参与《塞尔达传说 旷野之息》的开发，只余下四十多人，所以游戏的部分开发工作进行了外包。用户界面的开发过程进展不太顺利，途中甚至有三名程序员累倒，因此只能由剩下的开发人员继续制作，高桥认为虽然已经尽力了但依然有不尽如人意之处。
遊戲首度亮相於2017年1月的“Nintendo Switch简报2017”，發布了遊戲系統預告片。于2017年E3展發布第二部預告片，展示遊戲故事大綱以及遊戲畫面，並宣布将於2017年冬季發售。遊戲命名方式同前作《異度神劍》：日版名为「Xenoblade 2」，英文版则多加了「Chronicles（編年史）」的后缀。
2017年9月20日，台湾任天堂官网宣布《异度神剑2》将于2017年12月1日在台湾随Switch主机一同上市。香港任天堂在10月10日公开的影片中确认《异度神剑2》将支持繁体及简体中文。

### 黄金之国伊拉
2018年E3游戏展上，任天堂公布了本作的大型追加下载内容《黄金之国伊拉》，于2018年9月提供下载，季票用户可以直接获得；此外该内容还推出实体版发售。

### 音乐
《異度神劍》作曲班底繼續譜寫原聲，包括：光田康典、ACE（工藤友利和Chico）、平松建治和清田愛未，遊戲配樂錄音於2017年2月開始，愛爾蘭合唱團Anúna也在這時來到光田康典的錄音室來為遊戲配樂，光田康典表示這次的遊戲配樂都是由他來編寫，也表示這次遊戲配樂規模也是歷年之最。

## 反响
| 汇总媒体   | 得分   |
| ---------- | ------ |
| Metacritic | 83/100 |

| 媒体            | 得分   |
| --------------- | ------ |
| Destructoid     | 8/10   |
| 电子游戏月刊    | 7/10   |
| Game Informer   | 7.5/10 |
| Game Revolution | [ 26 ] |
| GameSpot        | 7/10   |
| IGN             | 8.5/10 |
| Nintendo Life   | [ 29 ] |
| 任天堂世界报道  | 9.5/10 |
| 游民星空        | 7.9/10 |
| 游戏时光        | 8/10   |
| Fami通          | 35/40  |

《异度神剑2》公開時獲得好評，許多評論者對遊戲一开始公布消息感到「出乎意料」。美國玩家的傑瑞米·帕里什稱遊戲不遜色於《超時空之鑰 次元之旅》。
游戏发售后获得业界的积极评价。娱乐评分综合网站Metacritic基于87篇媒体评价给予本作综合分83分（满分100）。日本著名游戏杂志《FAMI通》给予本作35分的评分。但游戏掌机模式画质不佳、小地图易用性差、小游戏难度过高等细节问题受到了普遍的批评，开发团队亦在稍后推出的补丁中修正了部分问题。

### 销售
2018年10月底公開的任天堂财报（截至2018年9月底）宣布本作全球銷量已達151萬份。在日本网站4Gamer.net的采访中，高桥哲哉透露，截止2019年3月份，《异度神剑2》在全球售出了173万份。截止2022年12月，《异度神剑2》在全球售出了270万份。

### 获奖及提名
| 獎項                     | 類別         | 結果 | 來源          |
| ------------------------ | ------------ | ---- | ------------- |
| IGN 2017年最佳游戏奖     | 最佳角色扮演 | 提名 | [ 40 ]        |
| Fami通大奖2017           | 优秀奖       | 獲獎 | [ 41 ]        |
| 國家電子遊戲行業研究院獎 | 游戏工程     | 提名 | [ 42 ] [ 43 ] |
| 日本游戏大奖             | 优秀奖       | 獲獎 | [ 44 ] [ 45 ] |